# The Avenging Hand
The Avenging Hand est un film britannique réalisé par Frank Richardson et Victor Hanbury,  sorti en 1936.

## Synopsis
Un gangster de Chicago séjournant dans un hôtel à Londres tente d'élucider un meurtre. Il découvre que des escrocs sont à la recherche d'un mystérieux paquet.

## Fiche technique
- Réalisateur : Frank Richardson et Victor Hanbury
- Scénario : Reginald Long, Ákos Tolnay
- Photographie : James Wilson
- Montage : Sidney Cole
- Musique : Jack Beaver
- Producteur : John Stafford
- Production : John Stafford Productions
- Distributeur : RKO Pictures
- Date de sortie : 28 septembre 1936

## Distribution
- Noah Beery : Lee Barwell
- Louis Borel : Pierre Charrell
- Kathleen Kelly : Gwen Taylor
- Charles Oliver : Toni Visetti
- Reginald Long : Charles Mason
- Tarva Penna : Conrad Colter
- Penelope Parkes : Elizabeth
- Billie De la Volta : Muriel
- James Harcourt : Sam Hupp